# Hans Ziglarski
Hans Ziglarski, född 16 oktober 1905 i Białystok, död 12 februari 1975 i Berlin, var en tysk boxare.
Ziglarski blev olympisk silvermedaljör i bantamvikt i boxning vid sommarspelen 1932 i Los Angeles.